# John Lightfoot (biòleg)
John Lightfoot FRS (Newent, 9 de desembre de 1735 – Uxbridge, 20 de febrer de 1788) va ser un botànic anglès.
Nasqué a Newent, Gloucestershire i es va formar al Pembroke College d'Oxford.
Lightfoot va ser Rector de Gotham i capellà i bibliotecari de Margaret Bentinck duquessa de Portland. També va ser coadjutor de Colnbrook, Bucks i Uxbridge, a Middlesex.
Va ser l'autor de Flora Scotica (2 volums, 1777) i An Account of Some Minute British Shells, Either not Duly Observed, or Totally Unnoticed by Authors (1786). (informe sobre conquillesbritàniques)
Morí a Uxbridge i va ser enterrat a Cowley, Middlesex.
La seva signatura abreujada com a botànic és: Lightf.